# Buda Musique
Pour les articles homonymes, voir Buda.
Buda Musique est un label de musique indépendant créé en 1987 par Dominique Buscail, François Dacla et Gilles Fruchaux. Il est consacré aux musiques du monde, aux musiques traditionnelles et urbaines. Son siège se trouve 23 rue Pierre-et-Marie-Curie à Ivry-sur-Seine.

## Histoire
Gilles Fruchaux travaille chez le label AZ jusqu'en 1981. Il rejoint alors Mélodie, label fondé par Gilbert Castro et y rencontre Dominique Buscail, alors directeur commercial. Ensemble, ils fondent en 1987 le label Buda Musique avec François Dacla du label RCA. Depuis la mort de Dominique Buscail, survenue en 1990, le label est dirigé par Gilles Fruchaux
D'abord généraliste, Buda Musique se consacre ensuite aux musiques du monde,. Parmi les premières références figurent Les Yeux noirs, groupe de musique tzigane, le balafoniste Sory Kandia Kouyaté ou le groupe Los Incas. À la fin des années 1990, le label réédite des disques éthio-jazz produits durant les années 1960-1970 par Amha Eshètè, fondateur de Amha Records. La collection, intitulée Éthiopiques est créée et dirigée par Francis Falceto. Elle est popularisée par le film Broken Flowers de Jim Jarmusch, dont la bande-son comporte des morceaux du musicien éthiopien Mulatu Astatke. Son succès amène une reconnaissance internationale au label,,. Le label Buda Musique a à son actif plusieurs grandes collections comme celle de « Musique du Monde / Music from the World », avec plus d'une centaine de références.
Buda Musique enrichit son catalogue, notamment avec la collection Zanzibara, lancée avec l'aide de l'ethnomusicologue Werner Graebner. Le label bénéficie également de l'expertise de Henri Lecomte dans le domaine des musiques sibériennes. Au début des années 2000, son catalogue compte près de quatre cents références. La distribution des disques est assurée par Universal et Mélodie ; les meilleurs succès de vente ont atteint entre 20 000 et 30 000 exemplaires.
Plus récemment le label produit des groupes tels que BCUC, Bumcello, Ukandanz ou Fanna-Fi-Allah.

## Catalogue

### Artistes
Les principaux artistes publiés par Buda Musique sont les grands noms de l'éthio-jazz (Mulatu Astatke, Mahmoud Ahmed, Alèmayèhu Eshèté, Getatchew Mekurya, Eténèsh Wassié), des musiciens de klezmer (Nano Peylet, Denis Cuniot, Yom...), et un large catalogue d'artistes tels que 17 Hippies, Les Yeux noirs, Lo Còr de la Plana ou encore Los Incas, Ray Lema, Gino Sitson, Kaloum Star, Cheikha Remitti, Cheb Hasni, Michel Doneda, Pablo Cueco, Jean-Pierre Drouet, Mirtha Pozzi, Agua de Moringa, Alaíde Costa, Ustad Sayeeduddin Dagar, Confrérie Ali Amani, Le Tigre (des platanes), BCUC, Bumcello, Ukandanz, Fanna-Fi-Allah, BKO, Danyèl Waro, Pixvae, Rykiel & Kouyaté, Waed Bouhassoun, Wassim Halal, Yann-Fañch Kemener, Joanne McIver et Christophe Saunière, Mugar ou encore Zanmari Baré et tout le catalogue de la collection « Musique du Monde / Music from the World ».

### Collections
- Musique du Monde (plus de 300 volumes)
- Stars de la World (environ 150 volumes)
- Éthiopiques (30 volumes publiés depuis 1997)
- Éthiosonic (8 volumes)
- Zanzibara (10 volumes)
- AfricaVision (4 volumes)
- Trésors de la musique judéo-arabe (6 volumes)
- Patrimoines musicaux des Juifs de France (10 volumes)
- Trésors des musiques d'Europe de l'Est (3 volumes)
- Voix du passé
- Transes européennes
- Sibérie (11 volumes)